# John Stringfellow

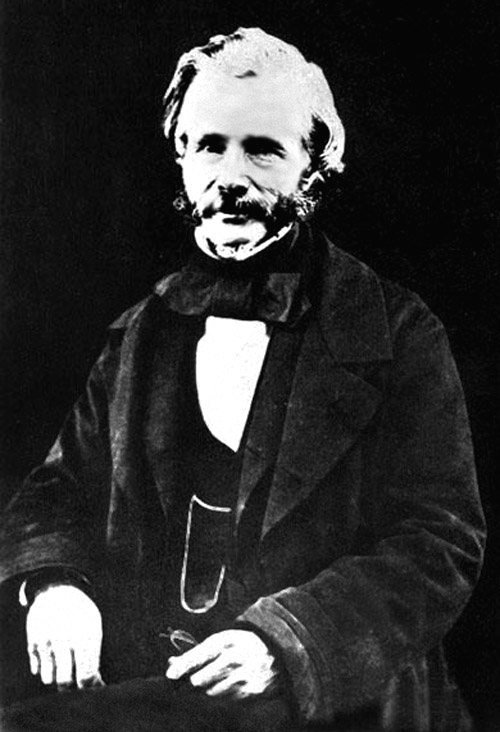
John Stringfellow

John Stringfellow (* 6. Dezember 1799 in Attercliffe, Sheffield; † 13. Dezember 1883 in London) war ein englischer Erfinder und Flugpionier des 19. Jahrhunderts. Stringfellow wurde bekannt durch seine Arbeit an einem dampfgetriebenen Flugmodell und gilt somit als einer der ersten Pioniere des Motorfluges.

## Leben
Stringfellow verdiente seinen Lebensunterhalt in Chard als Hersteller von Webspulen für die dortige Wollindustrie. Sein Interesse an der Aviatik teilte er mit seinem Freund William Samuel Henson. Da es zu seiner Zeit noch keine Verbrennungsmotoren gab, wurden Flugversuche mit dampfbetriebenen Modellen unternommen. Nach einer Reihe von Fehlschlägen und der anschließenden Emigration von Henson in die USA gelang Stringfellow im Juni 1848 mit einem Eindecker-Modell (Spannweite 3 m) ein erfolgreicher 40 yd (36,58 m) Flug in einer Fabrikhalle.
Aus der Erkenntnis heraus, dass in absehbarer Zeit ein brauchbares Flugzeug nicht zu bauen war, verlegte er sich auf andere Tätigkeitsgebiete. Stringfellow erfand unter anderem elektrische Batterien, die bei medizinischen Behandlungen Anwendung fanden. Die Arbeiten Stringfellows wurden 1868 bei einer umfangreichen Ausstellung im Crystal Palace in London gezeigt und 1889 durch den Leiter der Smithsonian Institution in Washington, D.C., Samuel Pierpont Langley erworben. Seit 1960 trägt der Stringfellow-Gletscher in der Antarktis seinen Namen.

## Weblinks

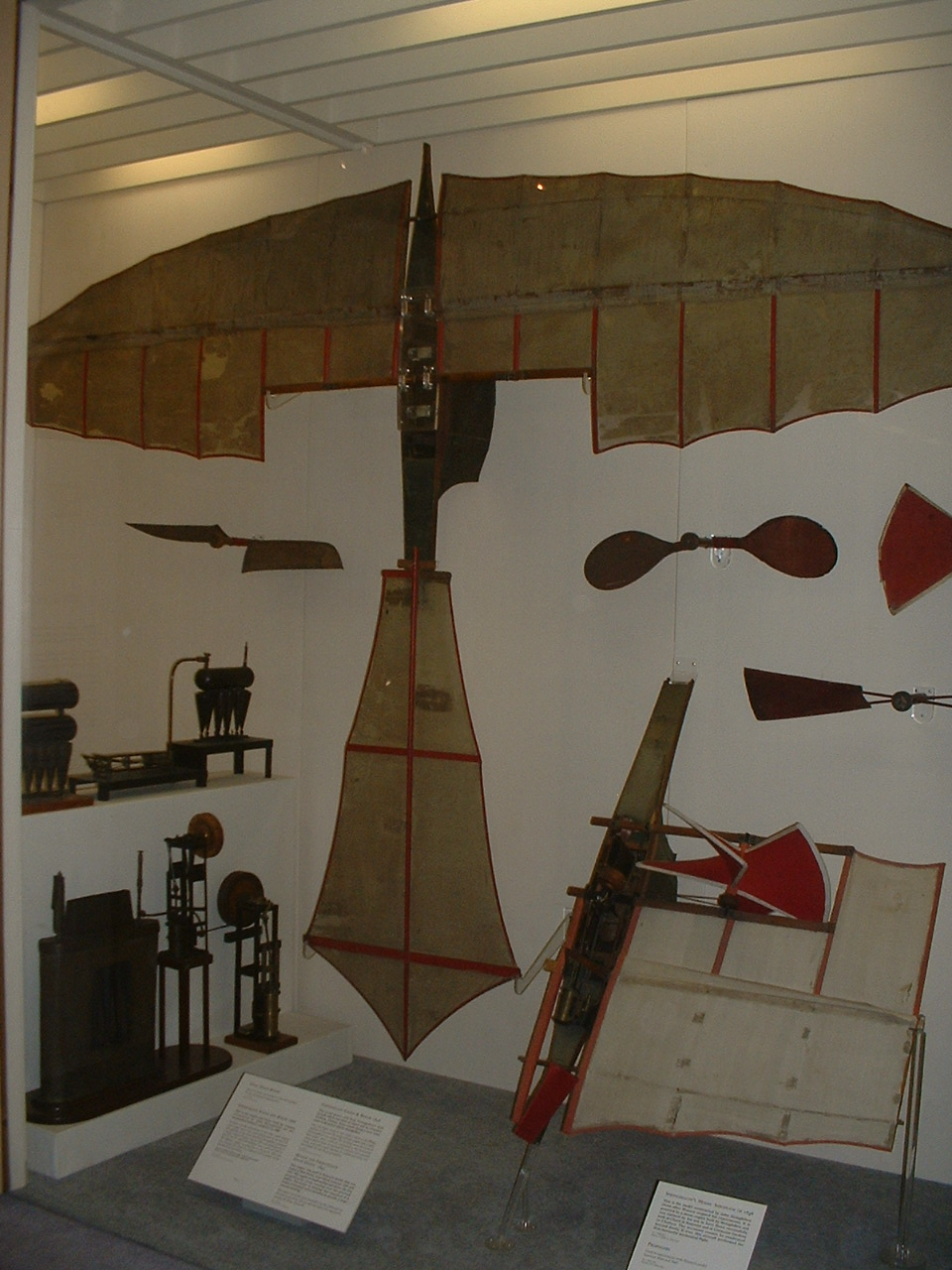
Stringfellows Flugmaschine